# Lelo Coimbra
Wellington Coimbra, popularmente conhecido como Lelo Coimbra (Vitória, 21 de junho de 1954) é um sanitarista e político brasileiro. Filiado ao Partido do Movimento Democrático Brasileiro, foi Líder da Maioria da Câmara dos Deputados do Brasil e atualmente é secretário especial de Desenvolvimento Social do Ministério da Cidadania .

## Biografia
Foi deputado estadual na legislatura de 1995/1998. Tentou a reeleição, mas ficou como suplente e acabou  assumindo novamente a cadeira de deputado. Em 2002 foi eleito vice-governador do Espirito Santo para o mandato 2003/2006. Durante esse período, foi Secretario de Estado da Educação do Governo. 
Foi eleito deputado federal pelo PMDB - Espírito Santo em outubro de 2006, tendo sido reeleito em 2010. Foi reeleito deputado federal em 2014, para a 55.ª legislatura (2015-2019). 
Nas eleições de 2018 candidatou-se novamente a deputado federal, não sendo eleito.

### Financiamento de campanha
Lelo é um dos deputados cuja campanha foi financiada pela Vale/Samarco, caracterizando conflito de interesses ao ser selecionado para participar da comissão criada na Câmara a respeito do rompimento de barragens em Bento Rodrigues.
Foi um dos 71 deputados que, em 27 de maio de 2015, alterou seu voto sobre o financiamento privado das eleições no Brasil, dado no dia anterior, na terça-feira, 26 de maio, em sessão do Congresso, quando votara contra o financiamento privado. No dia 27, sem  maiores explicações e após o presidente da câmara recolocar o tema em votação, votou a favor do financiamento privado das campanhas eleitorais.

### Atuação na 55ª Legislatura
Votou a favor do Processo de impeachment de Dilma Rousseff. Posteriormente, votou favor da PEC do Teto dos Gastos Públicos. Em abril de 2017 apoiou a Reforma Trabalhista.  Em agosto de 2017 votou contra o processo em que se pedia abertura de investigação do então Presidente Michel Temer, ajudando a arquivar a denúncia do Ministério Público Federal.